# Yakob Ošakan
Yakob Ošakan secondo una diversa traslitterazione Hagop Oshagan (in armeno Յակոբ Օշական?; Bursa, 9 dicembre 1883 – Aleppo, 17 febbraio 1948) è stato uno scrittore, poeta e giornalista armeno.

## Biografia
Nacque come Յակոբ Քիւֆէճեան ovvero Hagop Koufedjian nel 1883 a Soloz, un villaggio nei pressi di Bursa, che aveva una popolazione mista di turchi, armeni, tartari, ebrei e altre minoranze. A Ošakan fu risparmiata la sorte di molti suoi colleghi scrittori e riuscì a eludere la polizia segreta turca fino all'inizio del 1918, quando fuggì da Costantinopoli alla Bulgaria, travestito da ufficiale tedesco. Dopo l'armistizio, ritornò a Costantinopoli nel 1919, dove adottò definitivamente il suo cognome letterario. Lì e ha insegnato letteratura, partecipando attivamente alle attività letterarie della comunità armena. 
Alla fine del 1922, come molti altri intellettuali armeni, lasciò Costantinopoli definitivamente dopo l'arrivo delle forze kemaliste. Visse per un breve periodo a Plovdiv, in Bulgaria, e poi ha lavorato come insegnante di letteratura armena in Egitto (1924-1928), Cipro (1928-1935), e la Palestina (1935-1948), dove si fece una grande fama di educatore carismatico e prolifico letterato prolifico.
Morì nel 1948 durante una visita ad Aleppo, alla vigilia di una prevista visita ai campi di sterminio di Der Zor, dove centinaia di migliaia di Armeni erano morti dopo la lunga marcia della morte.

## Attività Letteraria
La vasta produzione letteraria di Yakob Ošakan comprende racconti, romanzi, opere teatrali, e la critica letteraria.
Tra le sue opere più importanti i romanzi della trilogia Haruyr Darvan Meg (Cento e uno anni); Dzag Bdoog (The Harlot), La pentola con un buco, un romanzo, ma il suo opus magnum incompiuto, Mnatsortats resta "The Remnant", un romanzo che ritrae la vita degli Armeni in Armenia occidentale dal 1896 al 1915.
In ambito critico letterario pubblicò in sei volumi "Il panorama della letteratura occidentale armena", dove illustrava e analizzava le opere di scrittori armeni occidentali, in cui sono tra gli altri compresi autori quali Gostan Zarian e Hrand Nazariantz di cui fu anche sodale e amico e collaboratore sulle pagine della rivista Mehian (Il Tempio Pagano). Questa sua impostazione critico-letteraria ha avuto nel tempo un grande seguito.
Ošakan fu autore di oltre 100 volumi, metà dei quali ancora inediti ed in parte ancora custoditi oggi nelle biblioteche turche o armene. Il suo spirito critico fu riconosciuto come straordinario, ed assolutamente utile nelle lettere armene.

## Opere
- Երբ պատանի են [Quando erano giovani] Constantinople: H. M. Metian, 1926.
- Համապատկեր արեւմտահայ գրականութեան [Panorama della Letteratura Armenian Occidentale], 10 vol. Jerusalem: St. James Monastery Press, 1945-1982.
- Օրն օրերուն, Խորհուրդ մեր ժամանակներէն [Durante il Giorno: Un consiglio per i nostri tempi] Jerusalem: St. James Monastery Press, 1945.
- Արեւելահայ բանաստեղծութիւնը եւ Էջմիածին [Poesia dell'Armenian Orientale e di Etchmiadzin], Antelias: Catholicosate of Cilicia, 1948.
- Երկեր [Opere] Antelias, Catholicosate of Cilicia, 1973.
- Նամականի [Lettere] Antelias: Boghos Snabian, 1983.
- Սիւլէյման Էֆէնտի [Suleyman Efendi], Antelias, Librairie du Catholicossat Arménien, 1985.
- Մնացորդաց [Ciò che resta], 3 vols. Antelias: Catholicosate di Cilicia, 1988;
- Երեք թատերախաղեր [Tre scritti Teatrali], ed. Vahe Oshagan, San Francisco, 1990.
- Հարիւր մէկ Տարուան [Cento e un anno], ed. Boghos Snabian, Antelias: Catholicosate of Cilicia, 1997.
- Sulla scia di sangue: dialogo tra il pascià turco e il rivoluzionario armeno,  prefazione, introduzione e traduzione di Haroutioun Manoukian, Ancona, peQuod, 2011, 978-88-6068-108-9